# Martin Rickelt
Martin Rickelt (Berlino, 2 settembre 1915 – Karlsruhe, 9 aprile 2004) è stato un attore tedesco.
La sua carriera di attore è durata oltre settant'anni: il suo esordio risale al 1931 come attore bambino e, da allora fino alla morte (con la sola eccezione del periodo bellico), è stato attivo al cinema, in teatro e alla televisione.

## Biografia
Martin Rickelt nasce a Berlino nel 1915. È figlio d'arte: suo padre, Gustav Rickelt, era un noto attore berlinese. Già a cinque anni partecipa a serie cinematografiche (sotto il nome di Martin Baumann, per differenziarsi dal padre). La svolta avviene nel 1931 con il film di Gerhard Lamprecht, Emil und die Detektive. Circa 2.500 bambini tedeschi concorrono per una parte nel film, basato sul popolarissimo omonimo romanzo pubblicato da Erich Kästner nel 1929. Rickelt si presenta di sua iniziativa alle audizioni e viene scelto assieme a Rolf Wenkhaus, Inge Landgut, Hans Joachim Schaufuß, Hans Löhr e Hans Richter. A 15 anni è il maggiore del gruppo di attori bambini impegnati nel film.
Negli anni trenta Rickelt (sempre sotto il nome di Martin Baumann) continua a recitare in teatro e al cinema ed è deciso più che mai a proseguire la sua carriera attoriale ma lo scoppio della seconda guerra mondiale e gli anni di servizio militare, seguiti dalla lunga prigionia in Russia, lo tengono lontano dal lavoro. Ma è vivo. Altri componenti del cast di Emil und die Detektive non furono altrettanto fortunati; ben tre di loro (Rolf Wenkhaus, Hans Joachim Schaufuß e Hans Löhr) morirono in combattimento.
Finalmente, alla fine degli anni quaranta Rickelt torna dalla prigionia, ritrovando la moglie Tamara Renkó, con la quale si era sposato nel 1944 e il figlioletto che non aveva ancora mai visto. Come Inge Landgut o Hans Richter (tornato anch'egli dalla prigionia) riprende con ancor maggior impegno la carriera attoriale al cinema e quindi anche alla televisione, questa volta sotto il proprio nome (il padre è morto nel 1946). Nel 1960 si trasferisce a vivere a Karlsruhe, firmando un contratto con il Baden State Theater. Vi rimarrà fino al 1985, ottenendo i più alti riconoscimenti, la supervisione di tutti i teatri del Baden-Württemberg e un ruolo di "membro onorario" a vita.
Dagli anni sessanta al di fuori del teatro lavora quasi esclusivamente per la televisione. Il suo ultimo ruolo è anche quello che lo consacra al successo presso il grande pubblico. Per oltre 15 anni, dal 1987 alla morte nel 2004, è Onkel Franz Wittich in 318 episodi della popolare serie televisiva Lindenstraße.
Muore a Karlsruhe nel 2004, all'età di 88 anni.

## Filmografia

### Cinema
- La terribile armata (Emil und die Detektive), regia di Gerhard Lamprecht (1931)
- Wir parken, wo es uns gefällt, regia di Edgar Beyfuß (1934)
- Das Geheimnis um Betty Bonn, regia di Robert A. Stemmle (1938)
- Pour le Mérite, regia di Karl Ritter (1938)
- Das Gewehr über, regia di Jürgen von Alten (1940)
- L'incrociatore Dresda (Ein Robinson), regia di Arnold Fanck (1940)
- Quartett zu fünft, regia di Gerhard Lamprecht (1949)
- Familie Benthin, regia di Slatan Dudow, Richard Groschopp e Kurt Maetzig (1950)
- Die letzte Heuer, regia di E.W. Fiedler (1951)
- Der Untertan, regia di Wolfgang Staudte (1951) - non accreditato
- Das Mädchen aus Flandern, regia di Helmut Käutner (1956)
- Der Jugendrichter, regia di Paul Verhoeven (1960)
- Ausgeträumt, regia di Hajo Baumgärtner (1985)

### Film TV
- Die Schule der Väter, regia di Leopold Lindtberg (1955)
- Die Zwillinge aus Venedig, regia di Ettore Cella e Horst Braun (1963)
- Das Rätsel von Piskov, regia di Karl Peter Biltz (1969)
- Chopin-Express, regia di Michael Kehlmann (1971)
- 6 Zimmer Sonnenseite, regia di Rolf von Sydow (1975)
- Strafsache gegen F., regia di Wolfgang Glück (1978)
- Achterloo IV, regia di Reinhard Zobel e Friedrich Dürrenmatt (1989)
- Entführung aus der Lindenstraße, regia di George Moorse (1995)

### Serie TV
- Alle meine Tiere - un episodio (1963)
- Gewagtes Spiel - un episodio (1965)
- Der Forellenhof - un episodio (1966)
- Fernfahrer - un episodio (1967)
- Ferdinand Fuchs bittet um Mitarbeit - un episodio (1968)
- Die Kramer - un episodio (1969)
- Ein Chirurg erinnert sich - un episodio (1972)
- Der Nervtöter - un episodio (1973)
- Die Powenzbande - un episodio (1974)
- Freiwillige Feuerwehr - un episodio (1976)
- MS Franziska - un episodio (1978)
- Kumpel mit Chauffeur - un episodio (1981)
- Tatort - un episodio (1987)
- Un caso per due - 2 episodi (1987, 1990)
- Die Wache - un episodio (1994)
- Lindenstraße - 318 episodi (1987-2004)